# Sordariomycetes
Classe
Les Sordariomycetes sont une classe de champignons ascomycètes.
Les Sordariomycetes sont l'une des classes les plus importantes des Ascomycota. Ils comprennent plus de 600 genres dont plus de 3.000 espèces et représentent un large éventail de champignons agents pathogènes et endophytes des plantes, des agents pathogènes des animaux ainsi que des mycoparasites. 

## Description
Les asques formés dans des périthèces sont unituniqués inoperculés avec ou sans anneau et en général octosporés.
Les anamorphes peuvent être des cœlomycètes ou des hyphomycètes.

## Parasite de l'homme et des végétaux
Essentiellement saprophytes, les Sordariomycètes comptent dans leurs rangs de redoutables parasites des végétaux comme Ophiostoma ulmi agent de la graphiose de l'orme, Magnaporthe grisea agent de la pyriculariose ou Cryphonectria parasitica agent du chancre du châtaignier. D'autres comme les Fusarium ou l'ergot peuvent produire des toxines cancérigènes ou causer de graves intoxications.

## Systématique
Les Sordariomycetes présentent six sous-classes :
- la sous-classe des Diaporthomycetidae
- la sous-classe des Lulworthiomycetidae
- la sous-classe des Meliolomycetidae
- la sous-classe des Hypocreomycetidae,
- la sous-classe des Sordariomycetidae,
- la sous-classe des Xylariomycetidae.

Une vaste majorité des Pyrenomycetes font désormais partie des Sordariomycetes.
NB : Les Glomerellaceae sont exclues de l'ordre des Phyllachorales et placées dans les Glomerellales.

## Liste des ordres
Selon Catalogue of Life (4 octobre 2014) :
- ordre des Boliniales
- ordre des Calosphaeriales
- ordre des Chaetosphaeriales
- ordre des Coniochaetales
- ordre des Coronophorales
- ordre des Diaporthales
- ordre des Hypocreales
- ordre des Koralionastetales
- ordre des Lulworthiales
- ordre des Magnaporthales
- ordre des Melanosporales
- ordre des Meliolales
- ordre des Microascales
- incertae sedis
- ordre des Ophiostomatales
- ordre des Phyllachorales
- ordre des Sordariales
- ordre des Trichosphaeriales
- ordre des Xylariales

## Liste des sous-classes, ordres, familles et genres
Selon ITIS (4 octobre 2014) :
- genre Abyssomyces Kohlm.
- genre Oceanitis Kohlm.
- genre Pontogeneia Kohlm.
- genre Torpedospora Meyers
- famille des Kathistaceae Malloch & M. Blackw., 1990
- ordre des Phyllachorales M.E. Barr, 1983
- ordre des Trichosphaeriales M.E. Barr, 1983
- sous-classe des Hypocreomycetidae O.E. Erikss. & Winka 1997
- sous-classe des Sordariomycetidae O.E. Erikss. & Winka 1997
- sous-classe des Spathulosporomycetidae
- sous-classe des Xylariomycetidae
- genre Papulaspora Preuss, 1851